# ذهب مع المرأة

ملصق العرض المسرحي للفيلم

ذهب مع المرأة ( (بالنرويجية: Tatt av Kvinnen)‏ ) هو فيلم نرويجي أُنتِج عام 2007 ومن إخراج بيتر نيس، استنادًا إلى رواية إيرليند لو الأولى ذات نفس العنوان. وبسبب هذا الفيلم، قُدمت النرويج إلى حفل توزيع جوائز الأوسكار الثمانين لجائزة الأوسكار لأفضل فيلم بلغة أجنبية إلا أنه لم يُقبل ترشيحه.

## روابط خارجية
- ذهب مع المرأة  في قاعدة بيانات الأفلام على الإنترنت (بالإنجليزية)
- ذهب مع المرأة في روتن توميتوز.